# Episodi de L'asso della Manica (nona stagione)
La nona e ultima stagione della serie televisiva L'asso della Manica, composta da 10 episodi (incluso i due episodi natalizi andati in onda il 26 dicembre 1990 e il 26 dicembre 1991 che è l'ultimo episodio della serie) è stata trasmessa sul canale britannico BBC dal 5 gennaio al 9 marzo 1991. In Italia è stata trasmessa in chiaro su Rai 2 nel 1992.
| n° | Titolo originale      | Titolo italiano        | Prima TV Regno Unito | Prima TV Italia |
| -- | --------------------- | ---------------------- | -------------------- | --------------- |
| 0  | There For the Picking | Raccolta mortale       | 26 dicembre 1990     | 1991            |
| 1  | Something to Hide     | Qualcosa da nascondere | 5 gennaio 1991       | 1992            |
| 2  | The Dark Horse        | Il cavallo oscuro      | 12 gennaio 1991      | 1992            |
| 3  | Snow in Provence      | Neve in Provenza       | 19 gennaio 1991      | 1992            |
| 4  | The Evil That Men Do  | Il male degli uomini   | 26 gennaio 1991      | 1992            |
| 5  | My Friend Charlie     | Il mio amico Charlie   | 2 febbraio 1991      | 1992            |
| 6  | On the Rocks          | Nei ghiacci            | 9 febbraio 1991      | 1992            |
| 7  | The Waiting Game      | Il gioco dell'attesa   | 16 febbraio 1991     | 1992            |
| 8  | Warriors              | Guerrieri              | 23 febbraio 1991     | 1992            |
| 9  | The Assassins         | Situazione omicida     | 2 marzo 1991         | 1992            |
| 10 | The Lohans            | I Lohans               | 9 marzo 1991         | 1992            |
| 0  | All the Love          | Tutto per amore        | 26 dicembre 1991     | 1992            |

## Raccolta mortale
- Titolo originale: There For the Picking
- Diretto da: Gordon Flemyng
- Scritto da: Desmond Lowden

### Trama
Jim viene richiamato sull'isola, durante una vacanza nei vigneti per indagare su una partita di granate in un carico di whisky e si sospetta una connessione francese.

## Qualcosa da nascondere
- Titolo originale: Something to Hide
- Diretto da: Tony Dow
- Scritto da: Cyril Williams

### Trama
Jim e Danielle partecipano ad una sfilata di moda, in cui uno dei migliori clienti di un cugino di Jim viene ucciso.

## Il cavallo oscuro
- Titolo originale: The Dark Horse
- Diretto da: Tristan DeVere Cole
- Scritto da: John Milne

### Trama
Quando Jim torna nel Jersey per testimoniare in tribunale, Charlie gli chiede di trovare la moglie di un suo socio d'affari, scomparsa e la cui firma è richiesta per una transazione per il sindacato di Charlie.

## Neve in Provenza
- Titolo originale: Snow in Provence
- Diretto da: Tony Dow
- Scritto da: John Milne

### Trama
Jim viene truffato da Charlie per occuparsi della casa in Provenza per una coppia che è andata a Milano per lavoro, e si occupa delle figlie e si scopre che una partita di cocaina trovata in un pozzo nel parco appartiene ad un boss mafioso.

## Il male degli uomini
- Titolo originale: The Evil That Men Do
- Diretto da: Tristan DeVere Cole
- Scritto da: John Milne

### Trama
Jim viene avvicinato da un ladruncolo che spiega di essere stato assunto da un imprenditore immobiliare per derubare una donna per ottenere i documenti della vendita della sua terra.

## Il mio amico Charlie
- Titolo originale: My Friend Charlie
- Diretto da: Michael Rolfe
- Scritto da: Graham Hurley

### Trama
Jim accetta di organizzare un finto rapimento di un uomo d'affari americano per riportarlo in Florida per processarlo per l'omicidio di sua madre dieci anni prima, dove rischia la pena di morte.

## Nei ghiacci
- Titolo originale: On the Rocks
- Diretto da: Michael Rolfe
- Scritto da: Christopher Russell

### Trama
Jim accompagna Charlie all'80 compleanno di una sua amica, ma Jim non è convinto dal suo racconto degli eventi e ha ragione.

## Il gioco dell'attesa
- Titolo originale: The Waiting Game
- Diretto da: Colm Villa
- Scritto da: David Crane

### Trama
Jim indaga su richiesta di un avvocato sulla domanda di società commerciale di Jersey. Danielle diventa sospettosa di un amico di Charlie, che sembra intenzionato di interessarsi delle attività di Jim.

## Guerrieri
- Titolo originale: Warriors
- Diretto da: Terry Green
- Scritto da: Tony MacNab

### Trama
Jim si reca in Inghilterra per trovare la moglie di un imprenditore che si è unita a un gruppo gestito dalla sua vecchia fiamma.

## Situazione omicida
- Titolo originale: The Assassin
- Diretto da: Colm Villa
- Scritto da: John Fletcher

### Trama
Jim viene invitato in un castello di Bretagna da un uomo scampato ad un tentato omicidio, ma si scopre che l'uomo è un ex killer professionista.

## I Lohans
- Titolo originale: The Lohans
- Diretto da: Terry Green
- Scritto da: Peter Palliser

### Trama
Jim riceve l'incarico da una donna per custodire i Lohan, un set di statuette di porcellana che sta mettendo in vendita, ma scopre che sono state rubate.

## Tutto per amore
- Titolo originale: All the Love
- Diretto da: Terry Marcel
- Scritto da: John Milne

### Trama
Jim, affranto dopo la fine della relazione con Danielle dovrà indagare sull'omicidio di un uomo avvenuto in un negozio d'arte per tirare su il morale.